# Donato Magno
Donato de Casa Nigra, em latim: Donato de Casae Nigra (c. 270 – c. 355), foi um teólogo cristão, bispo de Numídia, primeiro e principal expoente do donatismo, seita cismática surgina no norte da África. Condenado pelo Concílio de Cartago de 411, seus escritos foram perdidos e sua seita desapareceu após a conquista muçulmana do Magrebe. Também era conhecido como Donato Magno (em latim: Donatus Magnus).

## Vida
Pouco se sabe de seus primeiros anos, uma vez que nada de suas correspondências e obras escritas sobreviveu. Ele aparece pela primeira vez nos registros da Igreja como Donato de Casa Nigra em outubro de 313, quando o Papa Melquíades julgou-o culpado de rebatizar os traditores (cristãos que negaram sua fé durante a perseguição de Diocleciano em 303-305 e posteriormente foram perdoados e readmitidos na Igreja) e de formar um cisma com a Igreja.

## Controvérsia

### Traditores
O pano de fundo para a controvérsia foi uma onda de perseguições aos cristãos pelo imperador romano Diocleciano. Alguns líderes da Igreja, pouco propensos ao martírio e à tortura, se mostraram dispostos a concordar com as exigências do imperador, como adorar os deuses da religião antiga — considerados ídolos pelos cristãos — ou entregar livros religiosos ou propriedades da Igreja para as autoridades imperiais. Estas pessoas ficaram conhecidas como traditores ("aqueles que entregaram"). Um deles, chamado Ceciliano, retornou para o seio da Igreja assim que as perseguições terminaram e foi consagrado bispo de Cartago e Primaz do Norte da África. Aqueles que se mantiveram fiéis durante recusaram a aceitar a sua autoridade e elegeram Majorino como bispo rival. Porém, ele morreu logo após ter sido consagrado e recaiu sobre Donato a tarefa de tomar seu lugar e continuar a luta.

### O cisma
O cisma entre as duas alas do cristianismo centrava-se no status dos clérigos traditores. Os donatistas afirmavam que eles não poderiam ser reinstalados sem antes terem sido re-batizados e re-ordenados. Eles também argumentavam que os rituais eclesiásticos realizados pelos traditores eram inválidos, o que invalidava também todos os sacramentos que eles tivessem ministrado.
Durante o seu episcopado de 40 anos, Donato supervisionou a expansão da seita donatista, ainda sua luta para obter o reconhecimento da Igreja de Roma para o seu primado da África do Norte não tenha tido sucesso. O esforço falhou justamente por que os donatistas foram incapazes de provar para uma série de concílios que consideraram o caso que Ceciliano fora um traditor ou que sua consagração fora inválida por ter sido realizada por um, o bispo Félix de Aptunga. Por outro lado, Donato conseguiu expandir a seita mesmo sem derrubar Ceciliano, muito por causa da impopularidade dele e da administração romana, principalmente entre a população rural, de quem Donato, seus padres e bispos estavam muito próximos.

## Morte de Donato
Após o Concílio de Arles, no qual a apelação de Donato falhou, ele foi exilado para Gália em 347 até sua morte, em 355. Nesta época, o donatismo era a igreja dominante no Norte da África.